# Les Contes interdits de l'Arétin
Pour plus de détails, voir Fiche technique et Distribution.
Les Contes interdits de l'Arétin (L'Aretino nei suoi ragionamenti sulle cortigiane, le maritate e... i cornuti contenti) est une comédie érotique italienne du sous-genre decamerotico réalisée par Enrico Bomba et sortie en 1972.

## Synopsis
Madonna Violante se rend à Rome pour rendre visite à ses trois filles Armida, Lorenza et Vanna, qu'elle n'a pas vues depuis de nombreuses années. Mais elle s'arrête d'abord chez son amie Antonia, qui lui apprend beaucoup de choses désagréables à leur sujet.

## Fiche technique
- Titre français : Les Contes interdits de l'Arétin ou Les Contes interdits d'Aretino[1]
- Titre original italien : L'Aretino nei suoi ragionamenti sulle cortigiane, le maritate e... i cornuti contenti[2]
- Réalisateur : Enrico Bomba
- Scénario : Enrico Bomba, 	Odoardo Fiory
- Photographie : Franco Delli Colli (it)
- Montage : Cesare Bianchini
- Musique : Marcello De Martino (it)
- Décors : Giovanni Fratalocchi
- Société de production : Cinematografica Vascello
- Pays de production :  Italie
- Langue originale : italien
- Format : Couleurs par Eastmancolor - 2,35:1 - Son mono - 35 mm
- Durée : 85 minutes
- Genre : comédie érotique italienne, decamerotico
- Dates de sortie :
  - Italie : 26 décembre 1972

## Distribution
- Luciano De Ambrosis : Pierre l'Arétin
- Geraldine Stewart : Sœur Florinda
- Fiorella Masselli : Violante
- Marisa Traversi : Antonia
- Karin Well : Lorenza
- Silvio Spaccesi : Cecco
- Giancarlo Badessi : pédagogue
- Franca Gonella : Vanna
- Piero Maria Rossi : ermite
- Giuliana Giuliani : Armida
- Rossano Campitelli : Giambattista
- Vinicio Sofia : gros brigand
- Sergio Parlato : brigand maigre
- Antonio Vicalvi : brigand nain Adone
- Diego Della Valle : Guidotto
- Claudia Magli : l'hôtesse Carola
- Giorgio Favretto : Galdino
- Enrico Miotti : aubergiste
- Nino Scardina : l'ami de Cecco